# Tuross River
Tuross River är ett vattendrag i Australien. Det ligger i delstaten New South Wales, i den sydöstra delen av landet, omkring 270 kilometer sydväst om delstatshuvudstaden Sydney. Arean är 15,5 kvadratkilometer. Genomsnittlig årsnederbörd är 1 305 millimeter. Den regnigaste månaden är april, med i genomsnitt 168 mm nederbörd, och den torraste är juli, med 5 mm nederbörd.